# Hrabia Spencer

## Informacje ogólne

Herb hrabiów Spencer

- Dodatkowymi tytułami hrabiego Spencer są:
  - wicehrabia Spencer
  - wicehrabia Althorp
  - baron Spencer of Althorp
- Najstarszy syn hrabiego Spencer nosi tytuł wicehrabiego Althorp
- Rodową siedzibą hrabiów Spencer jest Althorp w hrabstwie Northamptonshire

Diana, księżna Walii (1961–1997), pierwsza żona księcia Walii, była najmłodszą córką 8. hrabiego Spencer.
Wicehrabiowie Spencer 1. kreacji (parostwo Wielkiej Brytanii)
- 1761–1783: John Spencer, 1. wicehrabia Spencer

Hrabiowie Spencer 1. kreacji (parostwo Wielkiej Brytanii)
- 1765–1783: John Spencer, 1. hrabia Spencer
- 1783–1834: George John Spencer, 2. hrabia Spencer
- 1834–1845: John Charles Spencer, 3. hrabia Spencer
- 1845–1857: Frederick Spencer, 4. hrabia Spencer
- 1857–1910: John Poyntz Spencer, 5. hrabia Spencer
- 1910–1922: Charles Robert Spencer, 6. hrabia Spencer
- 1922–1975: Albert Edward John Spencer, 7. hrabia Spencer
- 1975–1992: Edward John Spencer, 8. hrabia Spencer
- od 1992: Charles Edward Maurice Spencer, 9. hrabia Spencer

Następca 9. hrabiego Spencer: Louis Frederick John Spencer, wicehrabia Althorp